# Gens Alfía
La gens Alfía va ser una família romana, coneguda entre el segle I aC i el segle I dC. La gens és coneguda principalment per tres individus, incloent un estatista, un retòric, i un poeta llatí. El cognoms d'aquesta família Flau (Flavus), que significa "daurat" o "groc", i Avit (Avitus), derivat d'avus, "avi". Flavus sembla haver estat hereditari en la família, mentre que Avitus sembla haver estat sempre un cognom personal.

## Membres
- Gai Alfi Flau, tribú del poble en 59, i pretor en el 54 aC.
- Alfi Flau, un retòric juvenil de l'època d'August i Tiberi, i un mestre de Sèneca el vell.
- Alfi Avit, un poeta llatí que es creu que va viure durant el mateix període que Alfi Flau, i de vegades s'ha suposat que eren el mateix home.
- Alfi, un historiador, el treball del qual sobre la Guerra de Troia és esmentat per Sext Pompeu Fest.[1]